# Baran bo Odar
Baran Bo Odar (nascido em 18 de abril de 1978) é um diretor e roteirista alemão de cinema e televisão. Seu filme Os Invasores alcançou o topo das paradas do cinema alemão e foi indicado ao German Film Awards de 2015 para o prêmio de Melhor Longa-Metragem de Ficção e Melhor Roteiro. Odar dirigiu e co-escreveu o filme com sua parceira, Jantje Friese. Odar nasceu na Suíça e possui ascendência turca por sua mãe e russa por seu avô paterno, um ex-médico que teve que fugir da Rússia após a Revolução de Outubro, na parte final da Primeira Guerra Mundial. Bo é seu apelido.
A série de TV Dark, que Odar criou juntamente com Friese, ganhou popularidade em todo o mundo e foi a primeira série original em alemão da Netflix. Cada episódio é co-escrito por Friese e dirigido por Odar.  O diretor foi homenageado com um Grimme-Preis, o prêmio de televisão de maior prestígio da Alemanha, em 2018, por sua direção na primeira temporada de Dark. Em 2019, a segunda temporada de Dark foi lançada e sua terceira temporada foi lançada em 2020.

## Filmografia
| Ano       | Título       | Notas            |
| --------- | ------------ | ---------------- |
| 2010      | The Silence  |                  |
| 2014      | Os Invasores |                  |
| 2017      | Sleepless    |                  |
| 2017–2020 | Dark         | série Netflix    |
| 2021      | Tyll         | série de TV      |
| 2022      | 1899         | série da Netflix |